# フェルナンデル
フェルナンデル（Fernandel, 1903年5月8日 - 1971年2月26日）はフランスの喜劇俳優、シャンソン歌手。本名はFernand Joseph Désiré Contandin。ひょうきんな馬面が特徴で、フランスが生んだ最大のコメディアンの一人であった。

## 略歴
マルセイユ生まれ。父はパートでカフェやミュージック・ホールで歌っていたシャンソン歌手で、その縁もあって少年時代から舞台に出演しては得意の物真似などをしながらコメディアンになることを夢見る。学校を卒業してからは、銀行に勤めるも1922年になって退職し、ニースのキャバレーで漫才や寸劇を演じ、またシャンソンを歌うなどして生計を立てる。1928年にはパリに出てポリノ座にデビュー。この頃コメディアンとしての人気も高まり、1930年に主役として『Le blanc et le noir』にて映画デビューを果たし、特にマルセル・パニョル監督の諸作品で一躍有名となる。また喜劇のみならずジュリアン・デュヴィヴィエ監督の『舞踏会の手帖』のようなシリアスなドラマにも出演。
1939年に兵役につき、除隊後は再び映画入りし、パニョル監督の作品で人気を盛り返し、1952年からは『ドン・カミロ』シリーズに出演、彼の当たり役となりシリーズはその後6本も作られた。死後に授与されたレジオン・ドヌール勲章を初め、1964年にはフランス・シネマ大賞、同年のオレンジ賞などを受賞。また1964年にはジャン・ギャバンと共同プロダクション・ギャフェルを設立、『バター料理騒動』などを製作・監督・主演した。1970年、『ドン・カミロ』シリーズの6作目の撮影中に倒れ、映画の完成を待たずして、1971年に149本の映画と10本のオペレッタ、そして数々のシャンソンを残し、癌の為に死去した。この前年にはブールヴィルが急死しており、フランスは立て続けに2人の国民的コメディアンを失ったことになった。
芸名のフェルナンデルの由来は1925年に結婚したアリエット夫人が“私のフェルナンド”（le Fernand d'Elle）と呼んでいたことからついたもの。その夫人との間に子どもが3人おり、そのひとりフランコも俳優となった。